# The Trail of the Lonesome Pine (film 1914)
The Trail of the Lonesome Pine è un film muto del 1914 diretto da Frank L. Dear. Il soggetto del film prende spunto dall'omonimo lavoro teatrale di Eugene Walter, a sua volta ispirato dal romanzo di John Fox, Jr., pubblicato a New York nel 1908 che, nel 1913, diede spunto anche a una popolare canzone dallo stesso titolo.
Di genere western, la commedia, che aveva tra i suoi interpreti anche il famoso attore cowboy William S. Hart, aveva debuttato a Broadway, al New Amsterdam Theatre, il 29 gennaio 1912 restando in scena per circa un mese.

## Trama
Jack Hale, un ingegnere minerario di New York, mentre si trova in un'area rurale del paese, viene a conoscenza di una faida che coinvolge i Tolliver e i Fallin, due gruppi familiari della zona. Jack si innamora di June, la figlia del vecchio Judd, capo clan dei Tolliver. Jack, dopo aver scoperto nelle sue terre il carbone, si offre di pagare gli studi della ragazza a New York. Qualche tempo dopo Dave, il cugino di June, innamorato pure lui della ragazza, uccide un amico di Jack con l'arma dello zio e Jack si vede costretto a mettere in carcere il vecchio Judd. Di ritorno da New York, June scopre le responsabilità di Jack nella carcerazione del padre e incita la famiglia a farlo evadere. Nel tentativo di fuga, Tolliver viene mortalmente ferito. Prima di morire, chiede alla figlia di ritornare con Jack, perché il vero assassino era Dave che, dopo aver tentato di ucciderlo, si è suicidato.

## Produzione
Il film fu prodotto dalla Broadway Picture Producing Company.

## Distribuzione
Il film uscì nelle sale nel maggio del 1914.

### Altre versioni
- The Trail of the Lonesome Pine di Cecil B. DeMille (1916)
- The Trail of the Lonesome Pine di Charles Maigne  (1923)
- Il sentiero del pino solitario (The Trail of the Lonesome Pine) di Henry Hathaway  (1936)

## La canzone
The Trail of the Lonesome Pine è una popolare canzone pubblicata nel 1913; parole di Ballard MacDonald, musica di Harry Carroll. Il testo:
On the trail of the lonesome pine—

In the pale moonshine our hearts entwine,

Where she carved her name and I carved mine;

Oh, June, like the mountains I'm blue—

Like the pine I am lonesome for you,

In the Blue Ridge Mountains of Virginia,
On the trail of the lonesome pine..»